# Emilio Conesa
Emilio Conesa (Buenos Aires, 1823 - 1873) fue un militar argentino, destacado en las guerras civiles de su país y en la guerra del Paraguay.

## Biografía
Era hijo de José Antonio Conesa y Eustaquia de Casas, un matrimonio recién llegado a Buenos Aires desde España, huyendo de los desórdenes del Trienio Liberal.
Se unió a la campaña de Juan Lavalle contra Juan Manuel de Rosas en 1840 e hizo a sus órdenes la campaña al norte de su país, participando en las batallas de Quebracho Herrado y Rodeo del Medio. Tras huir a Chile, se exilió en Montevideo. Fue oficial de las fuerzas argentinas en la Guerra Grande y por corto tiempo combatió en Corrientes a órdenes del general José María Paz.
Combatió a órdenes de Justo José de Urquiza en la batalla de Caseros. En apoyó la revolución del 11 de septiembre de 1852 que separó el Estado de Buenos Aires de la Confederación Argentina. Durante el sitio de Buenos Aires de ese año y el siguiente comandó algunos batallones y brevemente fue comandante de la isla Martín García.
En 1856 fue encargado de repeler la invasión federal de Jerónimo Costa, que había sido condenado a muerte de antemano por un decreto del gobernador Pastor Obligado. Lo derrotó en la batalla de Villamayor, y negó la rendición a los oficiales y soldados que se entregaban. Al día siguiente fusiló a los pocos prisioneros que tomó, entre ellos al propio general Costa, héroe de la defensa de la isla Martín García años atrás.
Participó en una expedición a las fronteras del sur en 1857, y participó en las batallas de Sol de Mayo, Cristiano Muerto y Pigüé.
Fue el héroe de la batalla de Cepeda (1859), dado que logró retirarse exitosamente al frente de la infantería y la artillería después de la derrota, salvándole la vida y el prestigio a su jefe, Bartolomé Mitre, lo que le valió el ascenso al grado de coronel. Se entrevistó con Urquiza preparando el futuro Pacto de San José de Flores.
Fue designado interventor en la provincia de San Juan junto con el general Juan Saá, dedicándose a entorpecer su tarea; pero no pudo impedir que este invadiera la provincia. Quedó a cargo del ejército en la capital durante la campaña de la batalla de Pavón y las campañas siguientes contra el interior. Se dedicó a la guerra contra el indio unos meses, hasta que fue elegido diputado nacional en el año 1862.
Fue ascendido a general en 1863, y dirigió la instalación de una línea de fortines en la región chaqueña, en el norte de lo que actualmente es la provincia de Santa Fe. Al iniciarse la guerra del Paraguay, tuvo a su cargo el embarco de las tropas hacia territorio paraguayo. Tuvo un papel destacado al negarse a retirar sus tropas en la batalla de Pehuajó, lo que no impidió su derrota, y en cambio causó un excesivo número de bajas entre sus propias fuerzas. De todos modos se le encargó organizar el cruce del Ejército a territorio paraguayo por Paso de la Patria, acción que logró exitosamente. Participó en la batalla de Boquerón (1866) antes de solicitar su relevo y regresar a Buenos Aires por razones de salud.
Parcialmente repuesto de sus dolencias, se hizo cargo de la frontera sur de la provincia de Buenos Aires. Estaba en el sur de la provincia de Córdoba, reorganizando la frontera contra los indígenas, cuando estalló en Cuyo la Revolución de los Colorados de fines de 1866; organizó la formación de ejércitos en el sur de Córdoba, reuniendo sucesivos contingentes que le enviaba Mitre desde el Paraguay, y su segundo, el general José Miguel Arredondo, los derrotó en la decisiva batalla de San Ignacio. Algún tiempo después expulsó de la ciudad de Córdoba al caudillo Simón Luengo, que había derrocado al gobernador federal Mateo Luque y repuso a este en el gobierno. Pero limitó su acción política en todas las formas posibles, le impidió tomar ninguna decisión y arrestó a varios de sus colaboradores. Su actuación causó la renuncia de Luque poco después, y presionó para que fuera reemplazado por un gobernador liberal, Félix de la Peña.
En 1868 movilizó el Ejército del interior hacia la provincia de Santa Fe, con la intención de reponer al derrocado gobernador mitrista Nicasio Oroño, pero fracasó en el intento. Ese mismo año fue elegido diputado nacional por Buenos Aires.
Al estallar en Entre Ríos la revolución dirigida por el caudillo federal Ricardo López Jordán fue el jefe de una de las grandes columnas movilizadas en contra de este, y logró la primera victoria importante contra los federales, en la batalla de Puntas del Sauce. Pero pronto regresó a Buenos Aires, con su salud muy desmejorada y visiblemente envejecido. En 1870 volvió a ser elegido diputado nacional y al año siguiente presidió el Comité Argentino, base de lo que gradualmente se convertiría en el Partido Autonomista.
Falleció en Buenos Aires el 3 de septiembre de 1873.
Tiene el curioso privilegio de tener tres localidades que lo homenajean con su nombre en la Argentina, habiendo dos en la provincia de Buenos Aires: General Conesa (partido de Tordillo) y Conesa (partido de San Nicolás), y una en la provincia de Río Negro: General Conesa. Asimismo, llevan también su nombre un departamento de la provincia de Río Negro: Conesa; y una calle en la Ciudad Autónoma de Buenos Aires, a lo largo de los barrios de Saavedra, Núñez, Belgrano y Colegiales. También existen calles con el nombre de Conesa en otras localidades, como en el partido de Lomas de Zamora, provincia de Buenos Aires, Córdoba y Rosario.